# 電子帳簿保存法
電子帳簿保存法（でんしちょうぼほぞんほう、平成10年3月31日法律第25号）は、情報化社会に対応し、国税の納税義務の適正な履行を確保しつつ納税者等の国税関係帳簿書類の保存に係る負担を軽減する等のため、電子計算機を使用して作成する国税関係帳簿書類の保存方法等に関する日本の法律で、所得税法、法人税法その他の国税に関する法律に対する特別法である。正式な題名は、「電子計算機を使用して作成する国税関係帳簿書類の保存方法等の特例に関する法律」である。
1998年（平成10年() 7月に施行された。

## 主務官庁
- 財務省主税局税制第一課
- 国税庁課税部法人課税課

## 概要
この法律は、所得税法、法人税法、消費税法等に規定されている帳簿書類を納税地において書面で保存することが義務づけられているものを、一定の要件のもと電磁的記録等による保存を認めるものである。似た名前の法律にe-文書法があるが、これは商法並びに会社法で保存が義務付けられている文書の電子化を認めるものであり、所管もデジタル庁戦略・組織グループとされ全く異なる。
電子帳簿保存法上、電磁的記録による保存は以下の3つに区分されている。
1. 電子帳簿等保存
2. スキャナ保存
3. 電子取引

### 税務署長の事前承認制度（2021年まで）
2021年までは、電子帳簿等保存のための要件の一つに所轄税務署長の承認があり、電子帳簿等保存を始める日の3ヶ月前の日までに下記の書類を提出する必要がある。
1. 国税関係帳簿の電磁的記録等による保存等の承認申請
2. （市販のソフトウェアで無い場合は）電子保存で使用するシステムの概要を記載した書類
3. 国税関係帳簿に係る電子計算機処理に関する事務手続を明らかにした書類（当該電子計算機処理を他の者に委託している場合には、その委託に係る契約書の写し等）。「電子帳簿保存法一問一答【電子計算機を使用して作成する帳簿書類関係】」[4]にて国税庁がサンプルを掲示している。
4. その他参考書類

2021年までは、スキャナ保存するには「国税関係書類の電磁的記録によるスキャナ保存の承認申請」の提出が必要。

### 2005年の改正
平成17年（2005年）の改正時にe-文書法の影響を受けて同法4条3項「スキャナ保存」制度の追加などが行われた。

### 2015年の改正
平成27年度(2015年度)の税制改正によりスキャナ保存制度の要件が緩和され、契約書・領収書について3万円未満という金額上限がなくなった。

### 2016年の改正
スキャナだけでなくデジタルカメラや携帯電話での撮影が許可された。

### 2020年の改正
令和2年（2020年）10月の税制改正では、新たに加えられた電磁的記録方法として、タイムスタンプの代わりに、受け取る側が自由にデータを改変できない「クラウドシステムなどのサービス」を利用することが認められるようになった。

### 2022年・2023年の改正
2022年1月より大幅に改正され条件が緩くなった。多くの会計ソフトには電子帳簿やスキャナ保存の機能があるが、それらを個人事業でも利用できるようになった。
1. 税務署長の事前承認制度が廃止された。
2. 優良な電子帳簿に記録された事項に関し申告漏れがあった場合、その申告漏れに課される過少申告加算税が5％軽減される措置が整備された。適用を受けるには申告期限までに「国税関係帳簿の電磁的記録等による保存等に係る過少申告加算税の特例の適用を受ける旨の届出書」[9]を提出する必要がある。
3. スキャナのタイムスタンプの付与が3日以内から、2ヶ月と7営業日以内に延びた。会計ソフトなどのクラウドサービスへのアップロードでも良い。この期限に間に合わなかったら紙の原本で保存する。
4. スキャン前の自筆署名が不要になった。
5. スキャン後の定期的な検査が不要になったため、紙の原本を即時に廃棄してよいこととなった。
6. 適正事務処理要件（相互牽制）が廃止され、1名での運用が可能になった。
7. 検索要件が、日付・金額・取引先のみで十分となった。

この改正が適用前の2019年度末の時点で、スキャナ保存の申請承認件数は、法人が3470社、個人が492人しかいなかった。
2022年1月より電子取引データ（メール添付の請求書、ネット通販の領収書など）は、電子帳簿を利用しているしていないのに関わらず、紙に印刷して保存しておく方法は有効な証拠書類にはならなくなり、電子的な方法で保存しなくてはならない。以下のどれかの方法で保存する必要がある。なお、改正により電子取引データの保存義務が2年間猶予されることになった。
1. 会計ソフトなどで電子取引データのファイルにタイムスタンプを付与する。
2. 訂正・削除ができない、もしくは、記録が残るシステム（会計ソフトなどのクラウドサービスなど）に電子取引データのファイルを保存する。
3. 「電子取引データの訂正及び削除の防止に関する事務処理規程」を策定、運用、備え付ける。事務処理規程のサンプルを国税庁は公開している[12]。

電子取引データのファイルは表計算ソフトなどで索引簿を作り、ファイルの一覧を管理する必要がある。もしくは、ファイル名とフォルダ名に規則的に日付・金額・取引先名を付して管理してもよい。基準の売上高5000万円以下で電子データのダウンロードの求めに応じることが出来る場合は索引要件は不要。同売上高5000万円超であっても、ダウンロードの求めに応じ紙に印刷した書面を日付・取引先で整理している場合にも不要。

## 条文構成
項目は、第1条から第11条及び附則である。下位法令として施行規則があるが、施行令は存在しない。
この法律は、国税通則法にいう国税に関して保存すべき帳簿書類について適用される。関税については別途関税法に規定があるが、多くは電子帳簿保存法を準用している。地方税については第747条の2から第755条に別途規定がされているが、第756条の規定により電子帳簿保存法による電子記録は地方税法に基づく電子記録とみなすとなっている。